# Hofors
Hofors je město a obec v kraji Gävleborg ve Švédsku. Rozkládá se na severním konci jezera Stor-Gösken. V roce 2015 ve městě žilo 6090 obyvatel. Město leží na Evropské silnici E16 ve vzdálenosti 54 km západně od Gävle a 38 km východně od Falunu.

## Dějiny
Město se rozvinulo během 17. století v souvislosti s rozvojem švédských železáren.